# SuperDraco
Le moteur SuperDraco est un moteur-fusée à ergols liquides autocomburants développé par la société américaine SpaceX pour équiper le vaisseau spatial Crew Dragon (ex Dragon V2). D'un point de vue technique il s'agit d'un moteur d'une poussée d'environ 73 kiloNewtons, brûlant un mélange hypergolique d'UDMH et de peroxyde d'azote. L'alimentation du moteur se fait par mise sous pression des réservoirs d'ergols par de l'hélium. Le vaisseau Crew Dragon est équipé de 8 moteurs de ce type afin de permettre d'éjecter le vaisseau spatial en cas de défaillance du lanceur au décollage. SpaceX voulait l'utiliser pour effectuer le freinage au retour sur Terre pour permettre un atterrissage précis et en douceur.

## Historique
La réalisation du SuperDraco est annoncé par la société SpaceX le 1er février 2012. Il est développé dans le cadre du programme CCDev de la NASA dont l'objectif est de sélectionner les futurs vaisseaux chargés de transporter les équipages de la Station spatiale internationale. Pour sa proposition de vaisseau spatial Crew Dragon, SpaceX a prévu d'installer huit exemplaires de ce moteur compact à forte poussée. L'objectif est d'obtenir une poussée suffisante pour arracher le vaisseau de son lanceur en cas de défaillance de celui-ci au décollage. Ce dispositif remplace la traditionnelle tour de sauvetage. Ces moteurs étaient également conçus pour le faire atterrir sur la terre ferme à la fin de la mission. Les tests de qualification du moteur sur banc d'essais se sont achevés en mai 2014. Les premiers exemplaires devraient voler à bord du démonstrateur DragonFly largué d'hélicoptère pour tester aussi bien l'éjection que l'atterrissage propulsé.  

## Caractéristiques techniques
SuperDraco est un moteur-fusée à ergols liquides d'une poussée d'environ 73 kiloNewtons brûlant un mélange hypergolique d'UDMH et de peroxyde d'azote. Il est rallumable et sa poussée est modulable entre 20 et 100%.  L'impulsion spécifique au sol est de 235 secondes. Pour permettre une éjection suffisamment rapide du vaisseau spatial en cas de défaillance du lanceur, le moteur atteint sa pleine poussée au bout de 100 millisecondes. Les ergols sont injectés dans la  chambre de combustion par de l'hélium pressurisé. La pression dans la chambre de combustion est de 69 bars. Elle est refroidie par le carburant qui circule à l'intérieur de ses parois.

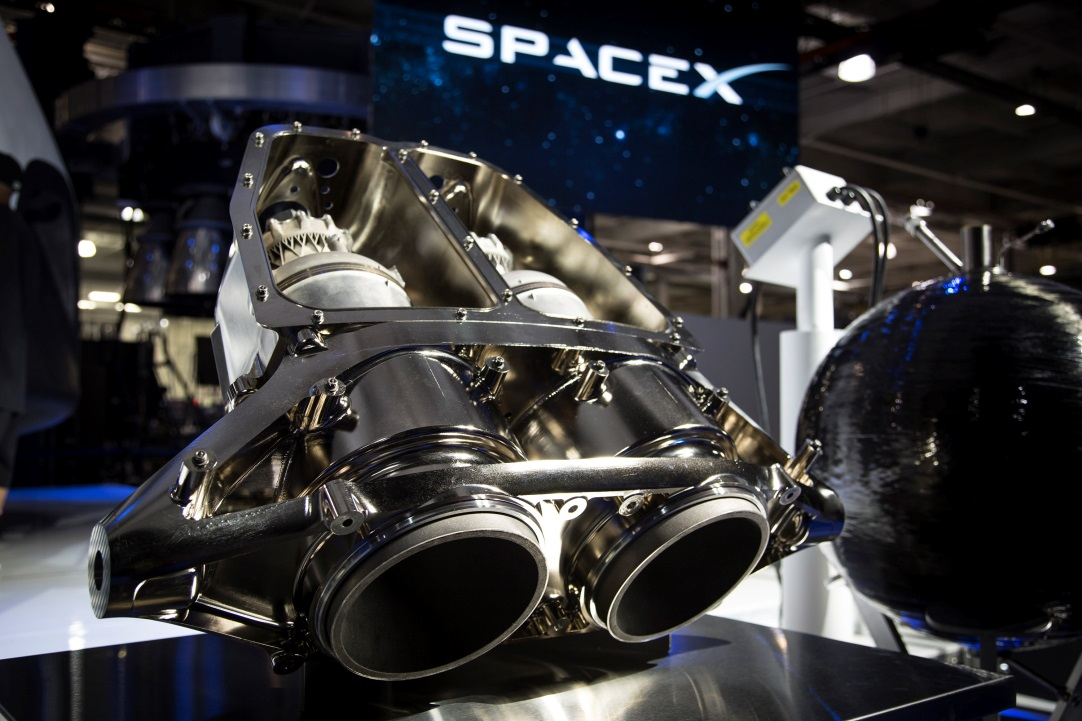
Les SuperDraco sont montés par paire.
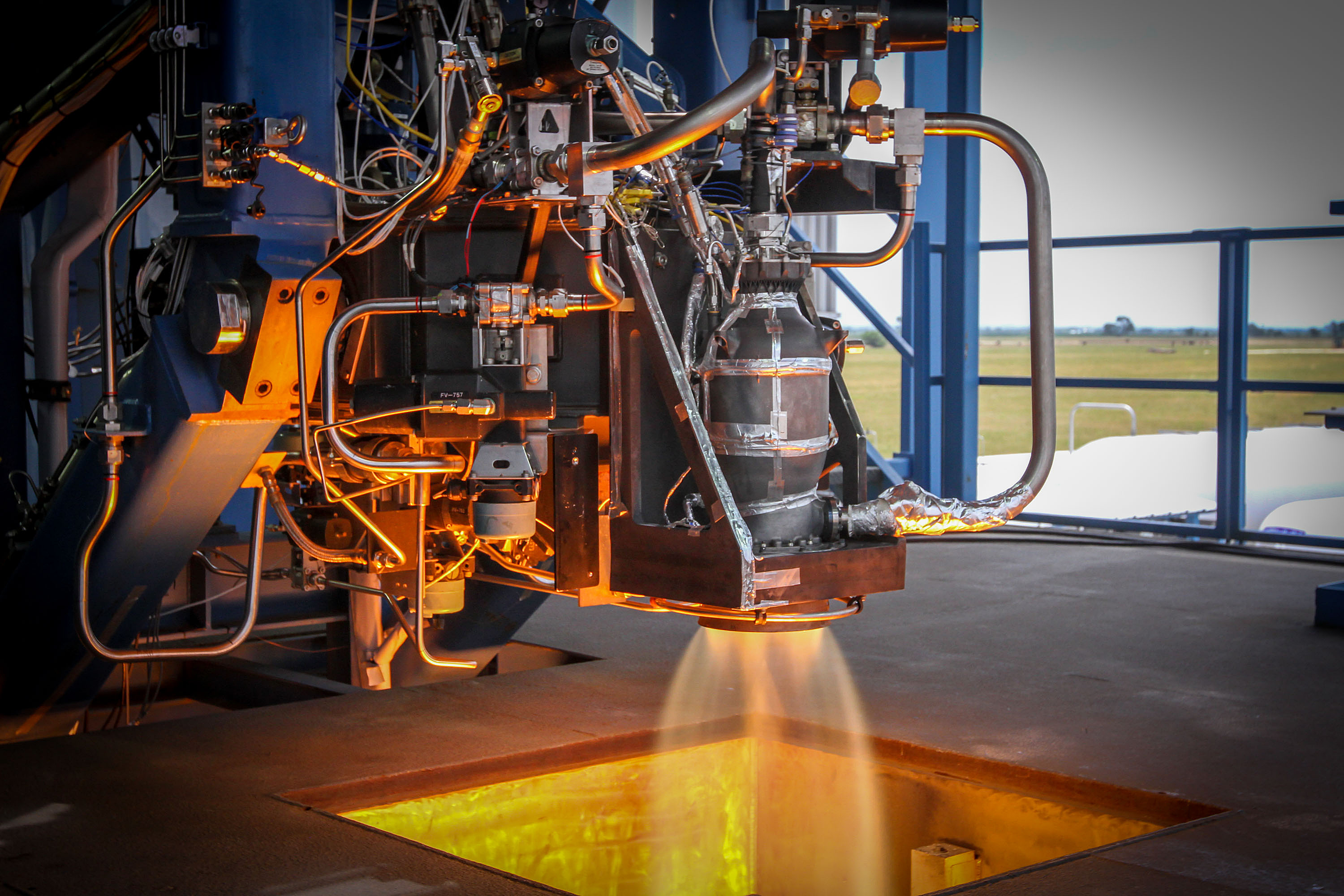
SuperDraco sur le banc de test de McGregor de SpaceX.
Animation du test de deux moteurs Super Draco, d'après une mozaïque de photos.